# Barbadillo
Barbadillo – gmina w Hiszpanii, w prowincji Salamanka, w Kastylii i León, o powierzchni 36,1 km². W 2011 roku gmina liczyła 456 mieszkańców.